# Щур
Щур (Arvicola) — рід гризунів з родини Cricetidae (у вужчому розумінні — родини Arvicolidae), надродини Muroidea, типовий рід триби Arvicolini.

## Про назву
Номен «щур» здавна й широко застосовують для позначення будь-яких норових тварин, і окрім «щур» у розумінні роду Arvicola назву застосовують і до берегових ластівок (щурики), і для бджолоїдок (щурки), які риють нори і влаштовують в тих норах свої гнізда. Зі значенням «в землі» пов'язано і формування номену «пращур».
Щурами часто називають дуже різні групи гризунів — зазвичай тих, які помітно більші за мишей, але мають «мишоподібний» вигляд, тобто фактично у значенні «великі миші» (така традиція особливо виразна в британській зооніміці).
В обсязі фауни України «щурами», окрім щурів водяних (Arvicola) і птахів, інколи називають також і пацюків, подібних за розмірами гризунів з родини Muridae, особливо в медичній літературі, проте у стосунку до роду Arvicola знаходимо застосування у зведеннях В. Храневича, О. Мигуліна, К. Татаринова, І. Сокура, А. Волоха, І. Загороднюка, А. Булахова та ін. Номен «щур» є дуже давнім і сформувався в українців задовго (фактично за тисячі років)[коли?] до появи пацюків на теренах України: назва «щур» відома з найдавніших джерел[яких?], а перші пацюки Rattus norvegicus вселилися в Україну, зокрема в Криму, Буковині, Галичині, в середині XIX ст., а в Києві — в 1849 році. Нині рідкісний чорний пацюк (Rattus rattus), якого витіснив пацюк сірий, також потрапив торговельними шляхами та був звичайним видом за часів середньовіччя.
Використання назви «водяний пацюк» або «водяна криса», які поширені в окремих джерелах, не є доцільним, оскільки назви «пацюк» і «криса» (напр.) стосуються іншого роду гризунів — роду Rattus з родини мишевих (Muridae). Так само недоцільно заміщати назву «щур» значно більш новими назвами, які сформовані для позначення інших родів родини Arvicolidae — полівка (рід Microtus) та нориця (рід Myodes).

## Систематичне положення
Нерідко рід Arvicola (і всю трибу Arvicolini) розглядають у складі родини хом'якових (Cricetidae).
У класифікаціях ссавців світу ранг групи, що включає щурів, знижують до підродини або триби у складі родини мишеві (Muridae). У класифікаціях радянської доби і пострадянського простору (відповідно до оглядів І. Громова як провідного фахівця у систематиці цієї групи) — навпаки піднімають до самостійної від хом'яків і мишей родини Arvicolidae.

## Видовий склад
Традиційно у фауні світу рід представлений трьома близькими видами:
- Щур піренейський — Arvicola sapidus
- Щур водяний, або нориця водяна — Arvicola amphibius
- Щур гірський, або нориця гірська, або повх — Arvicola scherman.

За новими даними рід містить 4 види:
- Arvicola amphibius (у т. ч. A. scherman) — Євразія від Великої Британії до східного Сибіру
- Arvicola italicus — Італія, Швейцарія
- Arvicola persicus — Іран
- Arvicola sapidus — Португалія, Іспанія, Франція

Описано приблизно 10 викопних форм, які жили упродовж пліоцену та плейстоцену, у тому числі:
- щур мосбахський,
- щур хазарський,
- щур кантіанський та ін.

Найвідомішим видом цього роду є щур водяний  — вид з найширшим серед родини ареалом, величезним епідеміологічним значенням, складною і детально описаною історією еволюції, надзвичайною широкою екоморфологічною і географічною мінливістю (проявляється в розмірах, забарвленні, рівні гідробіонтності тощо).
Щура гірського, відомого також в Карпатах під місцевою назвою «повх», а в літературі як «нориця земляна» або «щур водяний малий», довгий час розглядали у числі рідкісних і зникаючих видів (Червона книга України 1994 року). Тепер цей вид відносять до видів-шкідників на сільськогосподарських угіддях гірських районів Карпат.

## Використання назви для інших груп
Інколи «щурами» називають пацюків (рід Rattus) та багатьох інших середньорозмірних гризунів найрізніших родин майже всіх підрядів.
В українській теріологічній літературі назва «щур» давно і однозначно закріпилася за родом Arvicola. Поширення назви на інші групи пов'язано з формуванням асоціативних назв для маловідомих в Україні тварин, які не мають в українській мові власних родових назв (наприклад, Африканський скельний щур, Деревний шиншиловий щур Ашанінки тощо).
Наукову назву роду — Arvicola — довгий час використовували для позначення багатьох видів нориць, полівок, щурів тощо (родина Arvicolidae = Microtidae). Особливо тривалий час назву Arvicola використовували для групи «сірих нориць» (Microtus s. lato), тобто триби Arvicolini.

## Відмінності щура від пацюка
Щури та пацюки  схожі за зовнішнім виглядом та поведінкою, але є кілька основних ознак, чим відрізняється щур від пацюка:

### Розмір та зовнішність
Однією з найпримітніших різниць між щуром і пацюком є їх розміри та зовнішність. Зазвичай, щури мають меншу загальну довжину тіла в порівнянні з пацюками. щур має тонке тіло з гнучкими лапами і великими вухами. його хвіст часто довший за саме тіло і відносно голий. В той самий час пацюки мають більшу загальну довжину тіла, короткі лапи та грубу шкіру. Їхні вуха і хвіст також коротші.

### Спосіб життя
Щури в основному активні уночі, коли проводять час у пошуках їжі та будівництві своїх кубел. Вони швидко рухаються та можуть стрибати на висоту. Зазвичай, щури живуть на лісових галявинах, у полях, садах, у приміщеннях та на горищах будинків. Пацюки ж є переважно нічними тваринами, але можуть бути активними й у денний час. Вони не такі активні та рухливі, віддаючи перевагу підземному життю. Самі пацюки здебільшого живуть у каналізаційних системах, під підлогами та в інших темних і вологих місцях.

### Харчові звички
Щури є всеїдними тваринами, які харчуються різноманітними рослинною та тваринною їжею. Вони можуть харчуватися насінням, фруктами, кормом для тварин, комахами та маленькими гризунами. У той час як пацюки є переважно всеїдними тваринами, з орієнтацією на саме тваринну їжу. вони можуть харчуватися комахами, такими як комарі і мухи, птахами, рибою та навіть падаллю. Пацюки також відомі своєю здатністю гризти кабелі, бетон та інші матеріали.

### Розмноження
Щури можуть паруватися протягом всього року та мати до 6-8
виводків на рік. У кожнім виводку може бути від 6 до 12 маленьких щенят. А пацюки розмножуються повільніше, зазвичай вони мають від 1 до 4 виводків на рік. У кожному виводку може бути від 3 до 6 молодих пацюків.

### Здатність до передавання хвороб
Щури можуть бути носіями різних хвороб, таких як сальмонельоз, лептоспіроз та інші. Вони можуть також заносити інфекцію у харчові продукти та воду. У той час як пацюки збудниками хвороб стають рідше, але їхній сечовий міхур може містити бактерії, що призводять до захворювань звірів та людей.